# Залокоцького — Угнівенка тема
Те́ма Залоко́цького — Угніве́нка — тема в шаховій композиції кооперативного жанру. Суть теми — активні жертви «зайвих» чорних фігур. 

## Історія
Ідею активних жертв «зайвих» чорних фігур запропонували  в 2003 році українські шахові композитори Залокоцький Роман Федорович (03.05.1940 — 17.09.2021) з міста Самбір Львівської області і Угнівенко Олексій Мефодійович (18.11.1940 — 09.11.2021) з міста Волноваха Донецької області.
На шаховій дошці є фігури, які в матовій картині не будуть брати участі, вони ніби є «зайві», але їхня присутність потрібна і виправдана, оскільки без них або неможливе рішення, або можуть виникати побічні рішення. Так от, ці фігури в рішенні активно жертвуються. Активні жертви чорних фігур — це коли чорна фігура забирається білою після того, як зробить хід на атаковане цією білою фігурою поле.
Автори ідеї дали їй назву — тема Залокоцького — Угнівенка. В журналі «Чорно-білі стежини» в 2008 році було проведено тематичний конкурс.

## Проста форма
|   | a | b | c | d | e | f | g | h |   |
| 8 | h8 білий слон · e7 чорний кінь · h7 білий король · b6 чорний пішак · a5 чорний король · b5 чорний слон · h5 чорний пішак · a4 чорний пішак · e4 чорний пішак · f4 чорний пішак · g4 чорний пішак · d3 чорний пішак · f3 білий слон · a1 чорний слон · g1 чорна тура | h8 білий слон · e7 чорний кінь · h7 білий король · b6 чорний пішак · a5 чорний король · b5 чорний слон · h5 чорний пішак · a4 чорний пішак · e4 чорний пішак · f4 чорний пішак · g4 чорний пішак · d3 чорний пішак · f3 білий слон · a1 чорний слон · g1 чорна тура | h8 білий слон · e7 чорний кінь · h7 білий король · b6 чорний пішак · a5 чорний король · b5 чорний слон · h5 чорний пішак · a4 чорний пішак · e4 чорний пішак · f4 чорний пішак · g4 чорний пішак · d3 чорний пішак · f3 білий слон · a1 чорний слон · g1 чорна тура | h8 білий слон · e7 чорний кінь · h7 білий король · b6 чорний пішак · a5 чорний король · b5 чорний слон · h5 чорний пішак · a4 чорний пішак · e4 чорний пішак · f4 чорний пішак · g4 чорний пішак · d3 чорний пішак · f3 білий слон · a1 чорний слон · g1 чорна тура | h8 білий слон · e7 чорний кінь · h7 білий король · b6 чорний пішак · a5 чорний король · b5 чорний слон · h5 чорний пішак · a4 чорний пішак · e4 чорний пішак · f4 чорний пішак · g4 чорний пішак · d3 чорний пішак · f3 білий слон · a1 чорний слон · g1 чорна тура | h8 білий слон · e7 чорний кінь · h7 білий король · b6 чорний пішак · a5 чорний король · b5 чорний слон · h5 чорний пішак · a4 чорний пішак · e4 чорний пішак · f4 чорний пішак · g4 чорний пішак · d3 чорний пішак · f3 білий слон · a1 чорний слон · g1 чорна тура | h8 білий слон · e7 чорний кінь · h7 білий король · b6 чорний пішак · a5 чорний король · b5 чорний слон · h5 чорний пішак · a4 чорний пішак · e4 чорний пішак · f4 чорний пішак · g4 чорний пішак · d3 чорний пішак · f3 білий слон · a1 чорний слон · g1 чорна тура | h8 білий слон · e7 чорний кінь · h7 білий король · b6 чорний пішак · a5 чорний король · b5 чорний слон · h5 чорний пішак · a4 чорний пішак · e4 чорний пішак · f4 чорний пішак · g4 чорний пішак · d3 чорний пішак · f3 білий слон · a1 чорний слон · g1 чорна тура | 8 |
| 7 | h8 білий слон · e7 чорний кінь · h7 білий король · b6 чорний пішак · a5 чорний король · b5 чорний слон · h5 чорний пішак · a4 чорний пішак · e4 чорний пішак · f4 чорний пішак · g4 чорний пішак · d3 чорний пішак · f3 білий слон · a1 чорний слон · g1 чорна тура | h8 білий слон · e7 чорний кінь · h7 білий король · b6 чорний пішак · a5 чорний король · b5 чорний слон · h5 чорний пішак · a4 чорний пішак · e4 чорний пішак · f4 чорний пішак · g4 чорний пішак · d3 чорний пішак · f3 білий слон · a1 чорний слон · g1 чорна тура | h8 білий слон · e7 чорний кінь · h7 білий король · b6 чорний пішак · a5 чорний король · b5 чорний слон · h5 чорний пішак · a4 чорний пішак · e4 чорний пішак · f4 чорний пішак · g4 чорний пішак · d3 чорний пішак · f3 білий слон · a1 чорний слон · g1 чорна тура | h8 білий слон · e7 чорний кінь · h7 білий король · b6 чорний пішак · a5 чорний король · b5 чорний слон · h5 чорний пішак · a4 чорний пішак · e4 чорний пішак · f4 чорний пішак · g4 чорний пішак · d3 чорний пішак · f3 білий слон · a1 чорний слон · g1 чорна тура | h8 білий слон · e7 чорний кінь · h7 білий король · b6 чорний пішак · a5 чорний король · b5 чорний слон · h5 чорний пішак · a4 чорний пішак · e4 чорний пішак · f4 чорний пішак · g4 чорний пішак · d3 чорний пішак · f3 білий слон · a1 чорний слон · g1 чорна тура | h8 білий слон · e7 чорний кінь · h7 білий король · b6 чорний пішак · a5 чорний король · b5 чорний слон · h5 чорний пішак · a4 чорний пішак · e4 чорний пішак · f4 чорний пішак · g4 чорний пішак · d3 чорний пішак · f3 білий слон · a1 чорний слон · g1 чорна тура | h8 білий слон · e7 чорний кінь · h7 білий король · b6 чорний пішак · a5 чорний король · b5 чорний слон · h5 чорний пішак · a4 чорний пішак · e4 чорний пішак · f4 чорний пішак · g4 чорний пішак · d3 чорний пішак · f3 білий слон · a1 чорний слон · g1 чорна тура | h8 білий слон · e7 чорний кінь · h7 білий король · b6 чорний пішак · a5 чорний король · b5 чорний слон · h5 чорний пішак · a4 чорний пішак · e4 чорний пішак · f4 чорний пішак · g4 чорний пішак · d3 чорний пішак · f3 білий слон · a1 чорний слон · g1 чорна тура | 7 |
| 6 | h8 білий слон · e7 чорний кінь · h7 білий король · b6 чорний пішак · a5 чорний король · b5 чорний слон · h5 чорний пішак · a4 чорний пішак · e4 чорний пішак · f4 чорний пішак · g4 чорний пішак · d3 чорний пішак · f3 білий слон · a1 чорний слон · g1 чорна тура | h8 білий слон · e7 чорний кінь · h7 білий король · b6 чорний пішак · a5 чорний король · b5 чорний слон · h5 чорний пішак · a4 чорний пішак · e4 чорний пішак · f4 чорний пішак · g4 чорний пішак · d3 чорний пішак · f3 білий слон · a1 чорний слон · g1 чорна тура | h8 білий слон · e7 чорний кінь · h7 білий король · b6 чорний пішак · a5 чорний король · b5 чорний слон · h5 чорний пішак · a4 чорний пішак · e4 чорний пішак · f4 чорний пішак · g4 чорний пішак · d3 чорний пішак · f3 білий слон · a1 чорний слон · g1 чорна тура | h8 білий слон · e7 чорний кінь · h7 білий король · b6 чорний пішак · a5 чорний король · b5 чорний слон · h5 чорний пішак · a4 чорний пішак · e4 чорний пішак · f4 чорний пішак · g4 чорний пішак · d3 чорний пішак · f3 білий слон · a1 чорний слон · g1 чорна тура | h8 білий слон · e7 чорний кінь · h7 білий король · b6 чорний пішак · a5 чорний король · b5 чорний слон · h5 чорний пішак · a4 чорний пішак · e4 чорний пішак · f4 чорний пішак · g4 чорний пішак · d3 чорний пішак · f3 білий слон · a1 чорний слон · g1 чорна тура | h8 білий слон · e7 чорний кінь · h7 білий король · b6 чорний пішак · a5 чорний король · b5 чорний слон · h5 чорний пішак · a4 чорний пішак · e4 чорний пішак · f4 чорний пішак · g4 чорний пішак · d3 чорний пішак · f3 білий слон · a1 чорний слон · g1 чорна тура | h8 білий слон · e7 чорний кінь · h7 білий король · b6 чорний пішак · a5 чорний король · b5 чорний слон · h5 чорний пішак · a4 чорний пішак · e4 чорний пішак · f4 чорний пішак · g4 чорний пішак · d3 чорний пішак · f3 білий слон · a1 чорний слон · g1 чорна тура | h8 білий слон · e7 чорний кінь · h7 білий король · b6 чорний пішак · a5 чорний король · b5 чорний слон · h5 чорний пішак · a4 чорний пішак · e4 чорний пішак · f4 чорний пішак · g4 чорний пішак · d3 чорний пішак · f3 білий слон · a1 чорний слон · g1 чорна тура | 6 |
| 5 | h8 білий слон · e7 чорний кінь · h7 білий король · b6 чорний пішак · a5 чорний король · b5 чорний слон · h5 чорний пішак · a4 чорний пішак · e4 чорний пішак · f4 чорний пішак · g4 чорний пішак · d3 чорний пішак · f3 білий слон · a1 чорний слон · g1 чорна тура | h8 білий слон · e7 чорний кінь · h7 білий король · b6 чорний пішак · a5 чорний король · b5 чорний слон · h5 чорний пішак · a4 чорний пішак · e4 чорний пішак · f4 чорний пішак · g4 чорний пішак · d3 чорний пішак · f3 білий слон · a1 чорний слон · g1 чорна тура | h8 білий слон · e7 чорний кінь · h7 білий король · b6 чорний пішак · a5 чорний король · b5 чорний слон · h5 чорний пішак · a4 чорний пішак · e4 чорний пішак · f4 чорний пішак · g4 чорний пішак · d3 чорний пішак · f3 білий слон · a1 чорний слон · g1 чорна тура | h8 білий слон · e7 чорний кінь · h7 білий король · b6 чорний пішак · a5 чорний король · b5 чорний слон · h5 чорний пішак · a4 чорний пішак · e4 чорний пішак · f4 чорний пішак · g4 чорний пішак · d3 чорний пішак · f3 білий слон · a1 чорний слон · g1 чорна тура | h8 білий слон · e7 чорний кінь · h7 білий король · b6 чорний пішак · a5 чорний король · b5 чорний слон · h5 чорний пішак · a4 чорний пішак · e4 чорний пішак · f4 чорний пішак · g4 чорний пішак · d3 чорний пішак · f3 білий слон · a1 чорний слон · g1 чорна тура | h8 білий слон · e7 чорний кінь · h7 білий король · b6 чорний пішак · a5 чорний король · b5 чорний слон · h5 чорний пішак · a4 чорний пішак · e4 чорний пішак · f4 чорний пішак · g4 чорний пішак · d3 чорний пішак · f3 білий слон · a1 чорний слон · g1 чорна тура | h8 білий слон · e7 чорний кінь · h7 білий король · b6 чорний пішак · a5 чорний король · b5 чорний слон · h5 чорний пішак · a4 чорний пішак · e4 чорний пішак · f4 чорний пішак · g4 чорний пішак · d3 чорний пішак · f3 білий слон · a1 чорний слон · g1 чорна тура | h8 білий слон · e7 чорний кінь · h7 білий король · b6 чорний пішак · a5 чорний король · b5 чорний слон · h5 чорний пішак · a4 чорний пішак · e4 чорний пішак · f4 чорний пішак · g4 чорний пішак · d3 чорний пішак · f3 білий слон · a1 чорний слон · g1 чорна тура | 5 |
| 4 | h8 білий слон · e7 чорний кінь · h7 білий король · b6 чорний пішак · a5 чорний король · b5 чорний слон · h5 чорний пішак · a4 чорний пішак · e4 чорний пішак · f4 чорний пішак · g4 чорний пішак · d3 чорний пішак · f3 білий слон · a1 чорний слон · g1 чорна тура | h8 білий слон · e7 чорний кінь · h7 білий король · b6 чорний пішак · a5 чорний король · b5 чорний слон · h5 чорний пішак · a4 чорний пішак · e4 чорний пішак · f4 чорний пішак · g4 чорний пішак · d3 чорний пішак · f3 білий слон · a1 чорний слон · g1 чорна тура | h8 білий слон · e7 чорний кінь · h7 білий король · b6 чорний пішак · a5 чорний король · b5 чорний слон · h5 чорний пішак · a4 чорний пішак · e4 чорний пішак · f4 чорний пішак · g4 чорний пішак · d3 чорний пішак · f3 білий слон · a1 чорний слон · g1 чорна тура | h8 білий слон · e7 чорний кінь · h7 білий король · b6 чорний пішак · a5 чорний король · b5 чорний слон · h5 чорний пішак · a4 чорний пішак · e4 чорний пішак · f4 чорний пішак · g4 чорний пішак · d3 чорний пішак · f3 білий слон · a1 чорний слон · g1 чорна тура | h8 білий слон · e7 чорний кінь · h7 білий король · b6 чорний пішак · a5 чорний король · b5 чорний слон · h5 чорний пішак · a4 чорний пішак · e4 чорний пішак · f4 чорний пішак · g4 чорний пішак · d3 чорний пішак · f3 білий слон · a1 чорний слон · g1 чорна тура | h8 білий слон · e7 чорний кінь · h7 білий король · b6 чорний пішак · a5 чорний король · b5 чорний слон · h5 чорний пішак · a4 чорний пішак · e4 чорний пішак · f4 чорний пішак · g4 чорний пішак · d3 чорний пішак · f3 білий слон · a1 чорний слон · g1 чорна тура | h8 білий слон · e7 чорний кінь · h7 білий король · b6 чорний пішак · a5 чорний король · b5 чорний слон · h5 чорний пішак · a4 чорний пішак · e4 чорний пішак · f4 чорний пішак · g4 чорний пішак · d3 чорний пішак · f3 білий слон · a1 чорний слон · g1 чорна тура | h8 білий слон · e7 чорний кінь · h7 білий король · b6 чорний пішак · a5 чорний король · b5 чорний слон · h5 чорний пішак · a4 чорний пішак · e4 чорний пішак · f4 чорний пішак · g4 чорний пішак · d3 чорний пішак · f3 білий слон · a1 чорний слон · g1 чорна тура | 4 |
| 3 | h8 білий слон · e7 чорний кінь · h7 білий король · b6 чорний пішак · a5 чорний король · b5 чорний слон · h5 чорний пішак · a4 чорний пішак · e4 чорний пішак · f4 чорний пішак · g4 чорний пішак · d3 чорний пішак · f3 білий слон · a1 чорний слон · g1 чорна тура | h8 білий слон · e7 чорний кінь · h7 білий король · b6 чорний пішак · a5 чорний король · b5 чорний слон · h5 чорний пішак · a4 чорний пішак · e4 чорний пішак · f4 чорний пішак · g4 чорний пішак · d3 чорний пішак · f3 білий слон · a1 чорний слон · g1 чорна тура | h8 білий слон · e7 чорний кінь · h7 білий король · b6 чорний пішак · a5 чорний король · b5 чорний слон · h5 чорний пішак · a4 чорний пішак · e4 чорний пішак · f4 чорний пішак · g4 чорний пішак · d3 чорний пішак · f3 білий слон · a1 чорний слон · g1 чорна тура | h8 білий слон · e7 чорний кінь · h7 білий король · b6 чорний пішак · a5 чорний король · b5 чорний слон · h5 чорний пішак · a4 чорний пішак · e4 чорний пішак · f4 чорний пішак · g4 чорний пішак · d3 чорний пішак · f3 білий слон · a1 чорний слон · g1 чорна тура | h8 білий слон · e7 чорний кінь · h7 білий король · b6 чорний пішак · a5 чорний король · b5 чорний слон · h5 чорний пішак · a4 чорний пішак · e4 чорний пішак · f4 чорний пішак · g4 чорний пішак · d3 чорний пішак · f3 білий слон · a1 чорний слон · g1 чорна тура | h8 білий слон · e7 чорний кінь · h7 білий король · b6 чорний пішак · a5 чорний король · b5 чорний слон · h5 чорний пішак · a4 чорний пішак · e4 чорний пішак · f4 чорний пішак · g4 чорний пішак · d3 чорний пішак · f3 білий слон · a1 чорний слон · g1 чорна тура | h8 білий слон · e7 чорний кінь · h7 білий король · b6 чорний пішак · a5 чорний король · b5 чорний слон · h5 чорний пішак · a4 чорний пішак · e4 чорний пішак · f4 чорний пішак · g4 чорний пішак · d3 чорний пішак · f3 білий слон · a1 чорний слон · g1 чорна тура | h8 білий слон · e7 чорний кінь · h7 білий король · b6 чорний пішак · a5 чорний король · b5 чорний слон · h5 чорний пішак · a4 чорний пішак · e4 чорний пішак · f4 чорний пішак · g4 чорний пішак · d3 чорний пішак · f3 білий слон · a1 чорний слон · g1 чорна тура | 3 |
| 2 | h8 білий слон · e7 чорний кінь · h7 білий король · b6 чорний пішак · a5 чорний король · b5 чорний слон · h5 чорний пішак · a4 чорний пішак · e4 чорний пішак · f4 чорний пішак · g4 чорний пішак · d3 чорний пішак · f3 білий слон · a1 чорний слон · g1 чорна тура | h8 білий слон · e7 чорний кінь · h7 білий король · b6 чорний пішак · a5 чорний король · b5 чорний слон · h5 чорний пішак · a4 чорний пішак · e4 чорний пішак · f4 чорний пішак · g4 чорний пішак · d3 чорний пішак · f3 білий слон · a1 чорний слон · g1 чорна тура | h8 білий слон · e7 чорний кінь · h7 білий король · b6 чорний пішак · a5 чорний король · b5 чорний слон · h5 чорний пішак · a4 чорний пішак · e4 чорний пішак · f4 чорний пішак · g4 чорний пішак · d3 чорний пішак · f3 білий слон · a1 чорний слон · g1 чорна тура | h8 білий слон · e7 чорний кінь · h7 білий король · b6 чорний пішак · a5 чорний король · b5 чорний слон · h5 чорний пішак · a4 чорний пішак · e4 чорний пішак · f4 чорний пішак · g4 чорний пішак · d3 чорний пішак · f3 білий слон · a1 чорний слон · g1 чорна тура | h8 білий слон · e7 чорний кінь · h7 білий король · b6 чорний пішак · a5 чорний король · b5 чорний слон · h5 чорний пішак · a4 чорний пішак · e4 чорний пішак · f4 чорний пішак · g4 чорний пішак · d3 чорний пішак · f3 білий слон · a1 чорний слон · g1 чорна тура | h8 білий слон · e7 чорний кінь · h7 білий король · b6 чорний пішак · a5 чорний король · b5 чорний слон · h5 чорний пішак · a4 чорний пішак · e4 чорний пішак · f4 чорний пішак · g4 чорний пішак · d3 чорний пішак · f3 білий слон · a1 чорний слон · g1 чорна тура | h8 білий слон · e7 чорний кінь · h7 білий король · b6 чорний пішак · a5 чорний король · b5 чорний слон · h5 чорний пішак · a4 чорний пішак · e4 чорний пішак · f4 чорний пішак · g4 чорний пішак · d3 чорний пішак · f3 білий слон · a1 чорний слон · g1 чорна тура | h8 білий слон · e7 чорний кінь · h7 білий король · b6 чорний пішак · a5 чорний король · b5 чорний слон · h5 чорний пішак · a4 чорний пішак · e4 чорний пішак · f4 чорний пішак · g4 чорний пішак · d3 чорний пішак · f3 білий слон · a1 чорний слон · g1 чорна тура | 2 |
| 1 | h8 білий слон · e7 чорний кінь · h7 білий король · b6 чорний пішак · a5 чорний король · b5 чорний слон · h5 чорний пішак · a4 чорний пішак · e4 чорний пішак · f4 чорний пішак · g4 чорний пішак · d3 чорний пішак · f3 білий слон · a1 чорний слон · g1 чорна тура | h8 білий слон · e7 чорний кінь · h7 білий король · b6 чорний пішак · a5 чорний король · b5 чорний слон · h5 чорний пішак · a4 чорний пішак · e4 чорний пішак · f4 чорний пішак · g4 чорний пішак · d3 чорний пішак · f3 білий слон · a1 чорний слон · g1 чорна тура | h8 білий слон · e7 чорний кінь · h7 білий король · b6 чорний пішак · a5 чорний король · b5 чорний слон · h5 чорний пішак · a4 чорний пішак · e4 чорний пішак · f4 чорний пішак · g4 чорний пішак · d3 чорний пішак · f3 білий слон · a1 чорний слон · g1 чорна тура | h8 білий слон · e7 чорний кінь · h7 білий король · b6 чорний пішак · a5 чорний король · b5 чорний слон · h5 чорний пішак · a4 чорний пішак · e4 чорний пішак · f4 чорний пішак · g4 чорний пішак · d3 чорний пішак · f3 білий слон · a1 чорний слон · g1 чорна тура | h8 білий слон · e7 чорний кінь · h7 білий король · b6 чорний пішак · a5 чорний король · b5 чорний слон · h5 чорний пішак · a4 чорний пішак · e4 чорний пішак · f4 чорний пішак · g4 чорний пішак · d3 чорний пішак · f3 білий слон · a1 чорний слон · g1 чорна тура | h8 білий слон · e7 чорний кінь · h7 білий король · b6 чорний пішак · a5 чорний король · b5 чорний слон · h5 чорний пішак · a4 чорний пішак · e4 чорний пішак · f4 чорний пішак · g4 чорний пішак · d3 чорний пішак · f3 білий слон · a1 чорний слон · g1 чорна тура | h8 білий слон · e7 чорний кінь · h7 білий король · b6 чорний пішак · a5 чорний король · b5 чорний слон · h5 чорний пішак · a4 чорний пішак · e4 чорний пішак · f4 чорний пішак · g4 чорний пішак · d3 чорний пішак · f3 білий слон · a1 чорний слон · g1 чорна тура | h8 білий слон · e7 чорний кінь · h7 білий король · b6 чорний пішак · a5 чорний король · b5 чорний слон · h5 чорний пішак · a4 чорний пішак · e4 чорний пішак · f4 чорний пішак · g4 чорний пішак · d3 чорний пішак · f3 білий слон · a1 чорний слон · g1 чорна тура | 1 |
|   | a | b | c | d | e | f | g | h |   |

FEN: 7B/4n2K/1p6/kb5p/p3ppp1/3p1B2/8/b5r1

b) a5 → f8     c) a5 → h4
a) 1. e3   Bb7  2. Bc3 Bxc3#
b) 1. g3  Bxh5 2. Bg7 Bxg7#
c) 1. Rg3 Bg2  2. Bf6 Bxf6#
Чорний слон «а1» тричі активно приносить себе в жертву.
|   | a | b | c | d | e | f | g | h |   |
| 8 | a8 чорний слон · g4 чорний ферзь · f3 білий слон · h3 чорний король · e1 білий слон · h1 білий король | a8 чорний слон · g4 чорний ферзь · f3 білий слон · h3 чорний король · e1 білий слон · h1 білий король | a8 чорний слон · g4 чорний ферзь · f3 білий слон · h3 чорний король · e1 білий слон · h1 білий король | a8 чорний слон · g4 чорний ферзь · f3 білий слон · h3 чорний король · e1 білий слон · h1 білий король | a8 чорний слон · g4 чорний ферзь · f3 білий слон · h3 чорний король · e1 білий слон · h1 білий король | a8 чорний слон · g4 чорний ферзь · f3 білий слон · h3 чорний король · e1 білий слон · h1 білий король | a8 чорний слон · g4 чорний ферзь · f3 білий слон · h3 чорний король · e1 білий слон · h1 білий король | a8 чорний слон · g4 чорний ферзь · f3 білий слон · h3 чорний король · e1 білий слон · h1 білий король | 8 |
| 7 | a8 чорний слон · g4 чорний ферзь · f3 білий слон · h3 чорний король · e1 білий слон · h1 білий король | a8 чорний слон · g4 чорний ферзь · f3 білий слон · h3 чорний король · e1 білий слон · h1 білий король | a8 чорний слон · g4 чорний ферзь · f3 білий слон · h3 чорний король · e1 білий слон · h1 білий король | a8 чорний слон · g4 чорний ферзь · f3 білий слон · h3 чорний король · e1 білий слон · h1 білий король | a8 чорний слон · g4 чорний ферзь · f3 білий слон · h3 чорний король · e1 білий слон · h1 білий король | a8 чорний слон · g4 чорний ферзь · f3 білий слон · h3 чорний король · e1 білий слон · h1 білий король | a8 чорний слон · g4 чорний ферзь · f3 білий слон · h3 чорний король · e1 білий слон · h1 білий король | a8 чорний слон · g4 чорний ферзь · f3 білий слон · h3 чорний король · e1 білий слон · h1 білий король | 7 |
| 6 | a8 чорний слон · g4 чорний ферзь · f3 білий слон · h3 чорний король · e1 білий слон · h1 білий король | a8 чорний слон · g4 чорний ферзь · f3 білий слон · h3 чорний король · e1 білий слон · h1 білий король | a8 чорний слон · g4 чорний ферзь · f3 білий слон · h3 чорний король · e1 білий слон · h1 білий король | a8 чорний слон · g4 чорний ферзь · f3 білий слон · h3 чорний король · e1 білий слон · h1 білий король | a8 чорний слон · g4 чорний ферзь · f3 білий слон · h3 чорний король · e1 білий слон · h1 білий король | a8 чорний слон · g4 чорний ферзь · f3 білий слон · h3 чорний король · e1 білий слон · h1 білий король | a8 чорний слон · g4 чорний ферзь · f3 білий слон · h3 чорний король · e1 білий слон · h1 білий король | a8 чорний слон · g4 чорний ферзь · f3 білий слон · h3 чорний король · e1 білий слон · h1 білий король | 6 |
| 5 | a8 чорний слон · g4 чорний ферзь · f3 білий слон · h3 чорний король · e1 білий слон · h1 білий король | a8 чорний слон · g4 чорний ферзь · f3 білий слон · h3 чорний король · e1 білий слон · h1 білий король | a8 чорний слон · g4 чорний ферзь · f3 білий слон · h3 чорний король · e1 білий слон · h1 білий король | a8 чорний слон · g4 чорний ферзь · f3 білий слон · h3 чорний король · e1 білий слон · h1 білий король | a8 чорний слон · g4 чорний ферзь · f3 білий слон · h3 чорний король · e1 білий слон · h1 білий король | a8 чорний слон · g4 чорний ферзь · f3 білий слон · h3 чорний король · e1 білий слон · h1 білий король | a8 чорний слон · g4 чорний ферзь · f3 білий слон · h3 чорний король · e1 білий слон · h1 білий король | a8 чорний слон · g4 чорний ферзь · f3 білий слон · h3 чорний король · e1 білий слон · h1 білий король | 5 |
| 4 | a8 чорний слон · g4 чорний ферзь · f3 білий слон · h3 чорний король · e1 білий слон · h1 білий король | a8 чорний слон · g4 чорний ферзь · f3 білий слон · h3 чорний король · e1 білий слон · h1 білий король | a8 чорний слон · g4 чорний ферзь · f3 білий слон · h3 чорний король · e1 білий слон · h1 білий король | a8 чорний слон · g4 чорний ферзь · f3 білий слон · h3 чорний король · e1 білий слон · h1 білий король | a8 чорний слон · g4 чорний ферзь · f3 білий слон · h3 чорний король · e1 білий слон · h1 білий король | a8 чорний слон · g4 чорний ферзь · f3 білий слон · h3 чорний король · e1 білий слон · h1 білий король | a8 чорний слон · g4 чорний ферзь · f3 білий слон · h3 чорний король · e1 білий слон · h1 білий король | a8 чорний слон · g4 чорний ферзь · f3 білий слон · h3 чорний король · e1 білий слон · h1 білий король | 4 |
| 3 | a8 чорний слон · g4 чорний ферзь · f3 білий слон · h3 чорний король · e1 білий слон · h1 білий король | a8 чорний слон · g4 чорний ферзь · f3 білий слон · h3 чорний король · e1 білий слон · h1 білий король | a8 чорний слон · g4 чорний ферзь · f3 білий слон · h3 чорний король · e1 білий слон · h1 білий король | a8 чорний слон · g4 чорний ферзь · f3 білий слон · h3 чорний король · e1 білий слон · h1 білий король | a8 чорний слон · g4 чорний ферзь · f3 білий слон · h3 чорний король · e1 білий слон · h1 білий король | a8 чорний слон · g4 чорний ферзь · f3 білий слон · h3 чорний король · e1 білий слон · h1 білий король | a8 чорний слон · g4 чорний ферзь · f3 білий слон · h3 чорний король · e1 білий слон · h1 білий король | a8 чорний слон · g4 чорний ферзь · f3 білий слон · h3 чорний король · e1 білий слон · h1 білий король | 3 |
| 2 | a8 чорний слон · g4 чорний ферзь · f3 білий слон · h3 чорний король · e1 білий слон · h1 білий король | a8 чорний слон · g4 чорний ферзь · f3 білий слон · h3 чорний король · e1 білий слон · h1 білий король | a8 чорний слон · g4 чорний ферзь · f3 білий слон · h3 чорний король · e1 білий слон · h1 білий король | a8 чорний слон · g4 чорний ферзь · f3 білий слон · h3 чорний король · e1 білий слон · h1 білий король | a8 чорний слон · g4 чорний ферзь · f3 білий слон · h3 чорний король · e1 білий слон · h1 білий король | a8 чорний слон · g4 чорний ферзь · f3 білий слон · h3 чорний король · e1 білий слон · h1 білий король | a8 чорний слон · g4 чорний ферзь · f3 білий слон · h3 чорний король · e1 білий слон · h1 білий король | a8 чорний слон · g4 чорний ферзь · f3 білий слон · h3 чорний король · e1 білий слон · h1 білий король | 2 |
| 1 | a8 чорний слон · g4 чорний ферзь · f3 білий слон · h3 чорний король · e1 білий слон · h1 білий король | a8 чорний слон · g4 чорний ферзь · f3 білий слон · h3 чорний король · e1 білий слон · h1 білий король | a8 чорний слон · g4 чорний ферзь · f3 білий слон · h3 чорний король · e1 білий слон · h1 білий король | a8 чорний слон · g4 чорний ферзь · f3 білий слон · h3 чорний король · e1 білий слон · h1 білий король | a8 чорний слон · g4 чорний ферзь · f3 білий слон · h3 чорний король · e1 білий слон · h1 білий король | a8 чорний слон · g4 чорний ферзь · f3 білий слон · h3 чорний король · e1 білий слон · h1 білий король | a8 чорний слон · g4 чорний ферзь · f3 білий слон · h3 чорний король · e1 білий слон · h1 білий король | a8 чорний слон · g4 чорний ферзь · f3 білий слон · h3 чорний король · e1 білий слон · h1 білий король | 1 |
|   | a | b | c | d | e | f | g | h |   |

FEN: b7/8/8/8/6q1/5B1k/8/4B2K
4 Sol

І   1. Be4 Bxe4  2. Qf5 Bxf5#
ІІ  1. Bd5 Bxd5  2. Qe6 Bxe6#
ІІІ 1. Bc6 Bxc6  2. Qd7 Bxd7 #
IV 1. Bb7 Bxb7  2. Qc8 Bxc8#
Чорний слон і ферзь чотири рази активно себе жертвують.

## Синтез з іншими темами
Тему Залокоцького — Угнівенка можна гармонійно поєднувати з другими темами.
|   | a | b | c | d | e | f | g | h |   |
| 8 | f6 чорний пішак · h6 білий слон · a5 чорний пішак · c5 білий король · d5 чорний пішак · f5 чорний пішак · g5 чорний слон · h5 білий слон · a4 чорний король · g4 чорний слон · h4 чорний пішак · h3 чорний пішак · a2 чорний пішак | f6 чорний пішак · h6 білий слон · a5 чорний пішак · c5 білий король · d5 чорний пішак · f5 чорний пішак · g5 чорний слон · h5 білий слон · a4 чорний король · g4 чорний слон · h4 чорний пішак · h3 чорний пішак · a2 чорний пішак | f6 чорний пішак · h6 білий слон · a5 чорний пішак · c5 білий король · d5 чорний пішак · f5 чорний пішак · g5 чорний слон · h5 білий слон · a4 чорний король · g4 чорний слон · h4 чорний пішак · h3 чорний пішак · a2 чорний пішак | f6 чорний пішак · h6 білий слон · a5 чорний пішак · c5 білий король · d5 чорний пішак · f5 чорний пішак · g5 чорний слон · h5 білий слон · a4 чорний король · g4 чорний слон · h4 чорний пішак · h3 чорний пішак · a2 чорний пішак | f6 чорний пішак · h6 білий слон · a5 чорний пішак · c5 білий король · d5 чорний пішак · f5 чорний пішак · g5 чорний слон · h5 білий слон · a4 чорний король · g4 чорний слон · h4 чорний пішак · h3 чорний пішак · a2 чорний пішак | f6 чорний пішак · h6 білий слон · a5 чорний пішак · c5 білий король · d5 чорний пішак · f5 чорний пішак · g5 чорний слон · h5 білий слон · a4 чорний король · g4 чорний слон · h4 чорний пішак · h3 чорний пішак · a2 чорний пішак | f6 чорний пішак · h6 білий слон · a5 чорний пішак · c5 білий король · d5 чорний пішак · f5 чорний пішак · g5 чорний слон · h5 білий слон · a4 чорний король · g4 чорний слон · h4 чорний пішак · h3 чорний пішак · a2 чорний пішак | f6 чорний пішак · h6 білий слон · a5 чорний пішак · c5 білий король · d5 чорний пішак · f5 чорний пішак · g5 чорний слон · h5 білий слон · a4 чорний король · g4 чорний слон · h4 чорний пішак · h3 чорний пішак · a2 чорний пішак | 8 |
| 7 | f6 чорний пішак · h6 білий слон · a5 чорний пішак · c5 білий король · d5 чорний пішак · f5 чорний пішак · g5 чорний слон · h5 білий слон · a4 чорний король · g4 чорний слон · h4 чорний пішак · h3 чорний пішак · a2 чорний пішак | f6 чорний пішак · h6 білий слон · a5 чорний пішак · c5 білий король · d5 чорний пішак · f5 чорний пішак · g5 чорний слон · h5 білий слон · a4 чорний король · g4 чорний слон · h4 чорний пішак · h3 чорний пішак · a2 чорний пішак | f6 чорний пішак · h6 білий слон · a5 чорний пішак · c5 білий король · d5 чорний пішак · f5 чорний пішак · g5 чорний слон · h5 білий слон · a4 чорний король · g4 чорний слон · h4 чорний пішак · h3 чорний пішак · a2 чорний пішак | f6 чорний пішак · h6 білий слон · a5 чорний пішак · c5 білий король · d5 чорний пішак · f5 чорний пішак · g5 чорний слон · h5 білий слон · a4 чорний король · g4 чорний слон · h4 чорний пішак · h3 чорний пішак · a2 чорний пішак | f6 чорний пішак · h6 білий слон · a5 чорний пішак · c5 білий король · d5 чорний пішак · f5 чорний пішак · g5 чорний слон · h5 білий слон · a4 чорний король · g4 чорний слон · h4 чорний пішак · h3 чорний пішак · a2 чорний пішак | f6 чорний пішак · h6 білий слон · a5 чорний пішак · c5 білий король · d5 чорний пішак · f5 чорний пішак · g5 чорний слон · h5 білий слон · a4 чорний король · g4 чорний слон · h4 чорний пішак · h3 чорний пішак · a2 чорний пішак | f6 чорний пішак · h6 білий слон · a5 чорний пішак · c5 білий король · d5 чорний пішак · f5 чорний пішак · g5 чорний слон · h5 білий слон · a4 чорний король · g4 чорний слон · h4 чорний пішак · h3 чорний пішак · a2 чорний пішак | f6 чорний пішак · h6 білий слон · a5 чорний пішак · c5 білий король · d5 чорний пішак · f5 чорний пішак · g5 чорний слон · h5 білий слон · a4 чорний король · g4 чорний слон · h4 чорний пішак · h3 чорний пішак · a2 чорний пішак | 7 |
| 6 | f6 чорний пішак · h6 білий слон · a5 чорний пішак · c5 білий король · d5 чорний пішак · f5 чорний пішак · g5 чорний слон · h5 білий слон · a4 чорний король · g4 чорний слон · h4 чорний пішак · h3 чорний пішак · a2 чорний пішак | f6 чорний пішак · h6 білий слон · a5 чорний пішак · c5 білий король · d5 чорний пішак · f5 чорний пішак · g5 чорний слон · h5 білий слон · a4 чорний король · g4 чорний слон · h4 чорний пішак · h3 чорний пішак · a2 чорний пішак | f6 чорний пішак · h6 білий слон · a5 чорний пішак · c5 білий король · d5 чорний пішак · f5 чорний пішак · g5 чорний слон · h5 білий слон · a4 чорний король · g4 чорний слон · h4 чорний пішак · h3 чорний пішак · a2 чорний пішак | f6 чорний пішак · h6 білий слон · a5 чорний пішак · c5 білий король · d5 чорний пішак · f5 чорний пішак · g5 чорний слон · h5 білий слон · a4 чорний король · g4 чорний слон · h4 чорний пішак · h3 чорний пішак · a2 чорний пішак | f6 чорний пішак · h6 білий слон · a5 чорний пішак · c5 білий король · d5 чорний пішак · f5 чорний пішак · g5 чорний слон · h5 білий слон · a4 чорний король · g4 чорний слон · h4 чорний пішак · h3 чорний пішак · a2 чорний пішак | f6 чорний пішак · h6 білий слон · a5 чорний пішак · c5 білий король · d5 чорний пішак · f5 чорний пішак · g5 чорний слон · h5 білий слон · a4 чорний король · g4 чорний слон · h4 чорний пішак · h3 чорний пішак · a2 чорний пішак | f6 чорний пішак · h6 білий слон · a5 чорний пішак · c5 білий король · d5 чорний пішак · f5 чорний пішак · g5 чорний слон · h5 білий слон · a4 чорний король · g4 чорний слон · h4 чорний пішак · h3 чорний пішак · a2 чорний пішак | f6 чорний пішак · h6 білий слон · a5 чорний пішак · c5 білий король · d5 чорний пішак · f5 чорний пішак · g5 чорний слон · h5 білий слон · a4 чорний король · g4 чорний слон · h4 чорний пішак · h3 чорний пішак · a2 чорний пішак | 6 |
| 5 | f6 чорний пішак · h6 білий слон · a5 чорний пішак · c5 білий король · d5 чорний пішак · f5 чорний пішак · g5 чорний слон · h5 білий слон · a4 чорний король · g4 чорний слон · h4 чорний пішак · h3 чорний пішак · a2 чорний пішак | f6 чорний пішак · h6 білий слон · a5 чорний пішак · c5 білий король · d5 чорний пішак · f5 чорний пішак · g5 чорний слон · h5 білий слон · a4 чорний король · g4 чорний слон · h4 чорний пішак · h3 чорний пішак · a2 чорний пішак | f6 чорний пішак · h6 білий слон · a5 чорний пішак · c5 білий король · d5 чорний пішак · f5 чорний пішак · g5 чорний слон · h5 білий слон · a4 чорний король · g4 чорний слон · h4 чорний пішак · h3 чорний пішак · a2 чорний пішак | f6 чорний пішак · h6 білий слон · a5 чорний пішак · c5 білий король · d5 чорний пішак · f5 чорний пішак · g5 чорний слон · h5 білий слон · a4 чорний король · g4 чорний слон · h4 чорний пішак · h3 чорний пішак · a2 чорний пішак | f6 чорний пішак · h6 білий слон · a5 чорний пішак · c5 білий король · d5 чорний пішак · f5 чорний пішак · g5 чорний слон · h5 білий слон · a4 чорний король · g4 чорний слон · h4 чорний пішак · h3 чорний пішак · a2 чорний пішак | f6 чорний пішак · h6 білий слон · a5 чорний пішак · c5 білий король · d5 чорний пішак · f5 чорний пішак · g5 чорний слон · h5 білий слон · a4 чорний король · g4 чорний слон · h4 чорний пішак · h3 чорний пішак · a2 чорний пішак | f6 чорний пішак · h6 білий слон · a5 чорний пішак · c5 білий король · d5 чорний пішак · f5 чорний пішак · g5 чорний слон · h5 білий слон · a4 чорний король · g4 чорний слон · h4 чорний пішак · h3 чорний пішак · a2 чорний пішак | f6 чорний пішак · h6 білий слон · a5 чорний пішак · c5 білий король · d5 чорний пішак · f5 чорний пішак · g5 чорний слон · h5 білий слон · a4 чорний король · g4 чорний слон · h4 чорний пішак · h3 чорний пішак · a2 чорний пішак | 5 |
| 4 | f6 чорний пішак · h6 білий слон · a5 чорний пішак · c5 білий король · d5 чорний пішак · f5 чорний пішак · g5 чорний слон · h5 білий слон · a4 чорний король · g4 чорний слон · h4 чорний пішак · h3 чорний пішак · a2 чорний пішак | f6 чорний пішак · h6 білий слон · a5 чорний пішак · c5 білий король · d5 чорний пішак · f5 чорний пішак · g5 чорний слон · h5 білий слон · a4 чорний король · g4 чорний слон · h4 чорний пішак · h3 чорний пішак · a2 чорний пішак | f6 чорний пішак · h6 білий слон · a5 чорний пішак · c5 білий король · d5 чорний пішак · f5 чорний пішак · g5 чорний слон · h5 білий слон · a4 чорний король · g4 чорний слон · h4 чорний пішак · h3 чорний пішак · a2 чорний пішак | f6 чорний пішак · h6 білий слон · a5 чорний пішак · c5 білий король · d5 чорний пішак · f5 чорний пішак · g5 чорний слон · h5 білий слон · a4 чорний король · g4 чорний слон · h4 чорний пішак · h3 чорний пішак · a2 чорний пішак | f6 чорний пішак · h6 білий слон · a5 чорний пішак · c5 білий король · d5 чорний пішак · f5 чорний пішак · g5 чорний слон · h5 білий слон · a4 чорний король · g4 чорний слон · h4 чорний пішак · h3 чорний пішак · a2 чорний пішак | f6 чорний пішак · h6 білий слон · a5 чорний пішак · c5 білий король · d5 чорний пішак · f5 чорний пішак · g5 чорний слон · h5 білий слон · a4 чорний король · g4 чорний слон · h4 чорний пішак · h3 чорний пішак · a2 чорний пішак | f6 чорний пішак · h6 білий слон · a5 чорний пішак · c5 білий король · d5 чорний пішак · f5 чорний пішак · g5 чорний слон · h5 білий слон · a4 чорний король · g4 чорний слон · h4 чорний пішак · h3 чорний пішак · a2 чорний пішак | f6 чорний пішак · h6 білий слон · a5 чорний пішак · c5 білий король · d5 чорний пішак · f5 чорний пішак · g5 чорний слон · h5 білий слон · a4 чорний король · g4 чорний слон · h4 чорний пішак · h3 чорний пішак · a2 чорний пішак | 4 |
| 3 | f6 чорний пішак · h6 білий слон · a5 чорний пішак · c5 білий король · d5 чорний пішак · f5 чорний пішак · g5 чорний слон · h5 білий слон · a4 чорний король · g4 чорний слон · h4 чорний пішак · h3 чорний пішак · a2 чорний пішак | f6 чорний пішак · h6 білий слон · a5 чорний пішак · c5 білий король · d5 чорний пішак · f5 чорний пішак · g5 чорний слон · h5 білий слон · a4 чорний король · g4 чорний слон · h4 чорний пішак · h3 чорний пішак · a2 чорний пішак | f6 чорний пішак · h6 білий слон · a5 чорний пішак · c5 білий король · d5 чорний пішак · f5 чорний пішак · g5 чорний слон · h5 білий слон · a4 чорний король · g4 чорний слон · h4 чорний пішак · h3 чорний пішак · a2 чорний пішак | f6 чорний пішак · h6 білий слон · a5 чорний пішак · c5 білий король · d5 чорний пішак · f5 чорний пішак · g5 чорний слон · h5 білий слон · a4 чорний король · g4 чорний слон · h4 чорний пішак · h3 чорний пішак · a2 чорний пішак | f6 чорний пішак · h6 білий слон · a5 чорний пішак · c5 білий король · d5 чорний пішак · f5 чорний пішак · g5 чорний слон · h5 білий слон · a4 чорний король · g4 чорний слон · h4 чорний пішак · h3 чорний пішак · a2 чорний пішак | f6 чорний пішак · h6 білий слон · a5 чорний пішак · c5 білий король · d5 чорний пішак · f5 чорний пішак · g5 чорний слон · h5 білий слон · a4 чорний король · g4 чорний слон · h4 чорний пішак · h3 чорний пішак · a2 чорний пішак | f6 чорний пішак · h6 білий слон · a5 чорний пішак · c5 білий король · d5 чорний пішак · f5 чорний пішак · g5 чорний слон · h5 білий слон · a4 чорний король · g4 чорний слон · h4 чорний пішак · h3 чорний пішак · a2 чорний пішак | f6 чорний пішак · h6 білий слон · a5 чорний пішак · c5 білий король · d5 чорний пішак · f5 чорний пішак · g5 чорний слон · h5 білий слон · a4 чорний король · g4 чорний слон · h4 чорний пішак · h3 чорний пішак · a2 чорний пішак | 3 |
| 2 | f6 чорний пішак · h6 білий слон · a5 чорний пішак · c5 білий король · d5 чорний пішак · f5 чорний пішак · g5 чорний слон · h5 білий слон · a4 чорний король · g4 чорний слон · h4 чорний пішак · h3 чорний пішак · a2 чорний пішак | f6 чорний пішак · h6 білий слон · a5 чорний пішак · c5 білий король · d5 чорний пішак · f5 чорний пішак · g5 чорний слон · h5 білий слон · a4 чорний король · g4 чорний слон · h4 чорний пішак · h3 чорний пішак · a2 чорний пішак | f6 чорний пішак · h6 білий слон · a5 чорний пішак · c5 білий король · d5 чорний пішак · f5 чорний пішак · g5 чорний слон · h5 білий слон · a4 чорний король · g4 чорний слон · h4 чорний пішак · h3 чорний пішак · a2 чорний пішак | f6 чорний пішак · h6 білий слон · a5 чорний пішак · c5 білий король · d5 чорний пішак · f5 чорний пішак · g5 чорний слон · h5 білий слон · a4 чорний король · g4 чорний слон · h4 чорний пішак · h3 чорний пішак · a2 чорний пішак | f6 чорний пішак · h6 білий слон · a5 чорний пішак · c5 білий король · d5 чорний пішак · f5 чорний пішак · g5 чорний слон · h5 білий слон · a4 чорний король · g4 чорний слон · h4 чорний пішак · h3 чорний пішак · a2 чорний пішак | f6 чорний пішак · h6 білий слон · a5 чорний пішак · c5 білий король · d5 чорний пішак · f5 чорний пішак · g5 чорний слон · h5 білий слон · a4 чорний король · g4 чорний слон · h4 чорний пішак · h3 чорний пішак · a2 чорний пішак | f6 чорний пішак · h6 білий слон · a5 чорний пішак · c5 білий король · d5 чорний пішак · f5 чорний пішак · g5 чорний слон · h5 білий слон · a4 чорний король · g4 чорний слон · h4 чорний пішак · h3 чорний пішак · a2 чорний пішак | f6 чорний пішак · h6 білий слон · a5 чорний пішак · c5 білий король · d5 чорний пішак · f5 чорний пішак · g5 чорний слон · h5 білий слон · a4 чорний король · g4 чорний слон · h4 чорний пішак · h3 чорний пішак · a2 чорний пішак | 2 |
| 1 | f6 чорний пішак · h6 білий слон · a5 чорний пішак · c5 білий король · d5 чорний пішак · f5 чорний пішак · g5 чорний слон · h5 білий слон · a4 чорний король · g4 чорний слон · h4 чорний пішак · h3 чорний пішак · a2 чорний пішак | f6 чорний пішак · h6 білий слон · a5 чорний пішак · c5 білий король · d5 чорний пішак · f5 чорний пішак · g5 чорний слон · h5 білий слон · a4 чорний король · g4 чорний слон · h4 чорний пішак · h3 чорний пішак · a2 чорний пішак | f6 чорний пішак · h6 білий слон · a5 чорний пішак · c5 білий король · d5 чорний пішак · f5 чорний пішак · g5 чорний слон · h5 білий слон · a4 чорний король · g4 чорний слон · h4 чорний пішак · h3 чорний пішак · a2 чорний пішак | f6 чорний пішак · h6 білий слон · a5 чорний пішак · c5 білий король · d5 чорний пішак · f5 чорний пішак · g5 чорний слон · h5 білий слон · a4 чорний король · g4 чорний слон · h4 чорний пішак · h3 чорний пішак · a2 чорний пішак | f6 чорний пішак · h6 білий слон · a5 чорний пішак · c5 білий король · d5 чорний пішак · f5 чорний пішак · g5 чорний слон · h5 білий слон · a4 чорний король · g4 чорний слон · h4 чорний пішак · h3 чорний пішак · a2 чорний пішак | f6 чорний пішак · h6 білий слон · a5 чорний пішак · c5 білий король · d5 чорний пішак · f5 чорний пішак · g5 чорний слон · h5 білий слон · a4 чорний король · g4 чорний слон · h4 чорний пішак · h3 чорний пішак · a2 чорний пішак | f6 чорний пішак · h6 білий слон · a5 чорний пішак · c5 білий король · d5 чорний пішак · f5 чорний пішак · g5 чорний слон · h5 білий слон · a4 чорний король · g4 чорний слон · h4 чорний пішак · h3 чорний пішак · a2 чорний пішак | f6 чорний пішак · h6 білий слон · a5 чорний пішак · c5 білий король · d5 чорний пішак · f5 чорний пішак · g5 чорний слон · h5 білий слон · a4 чорний король · g4 чорний слон · h4 чорний пішак · h3 чорний пішак · a2 чорний пішак | 1 |
|   | a | b | c | d | e | f | g | h |   |

FEN: 8/8/5p1B/p1Kp1pbB/k5bp/7p/p7/8
b) a4 → a3

a) 1. Bc1 (A) Bxc1 (B) 2. Bd1 (C) Bxd1# (D)

b) 1. Bd1 (C) Bxd1 (D) 2. Bc1 (A) Bxc1# (B)
У цьому шаховому творі два чорні слони активно жертвуються і на першому, і на другому ході. Вся гра білих і чорних фігур проходить на тлі теми чергування.
|   | a | b | c | d | e | f | g | h |   |
| 8 | a8 чорна тура · d8 чорний король · a7 білий ферзь · d7 чорний кінь · e7 чорний слон · b6 чорний пішак · d5 чорний пішак · e5 чорний кінь · a4 білий король · b4 біла тура · e4 чорний ферзь · c3 чорний пішак · d3 чорний слон · f3 чорний пішак · e2 чорна тура · f2 чорний пішак · g2 чорний пішак | a8 чорна тура · d8 чорний король · a7 білий ферзь · d7 чорний кінь · e7 чорний слон · b6 чорний пішак · d5 чорний пішак · e5 чорний кінь · a4 білий король · b4 біла тура · e4 чорний ферзь · c3 чорний пішак · d3 чорний слон · f3 чорний пішак · e2 чорна тура · f2 чорний пішак · g2 чорний пішак | a8 чорна тура · d8 чорний король · a7 білий ферзь · d7 чорний кінь · e7 чорний слон · b6 чорний пішак · d5 чорний пішак · e5 чорний кінь · a4 білий король · b4 біла тура · e4 чорний ферзь · c3 чорний пішак · d3 чорний слон · f3 чорний пішак · e2 чорна тура · f2 чорний пішак · g2 чорний пішак | a8 чорна тура · d8 чорний король · a7 білий ферзь · d7 чорний кінь · e7 чорний слон · b6 чорний пішак · d5 чорний пішак · e5 чорний кінь · a4 білий король · b4 біла тура · e4 чорний ферзь · c3 чорний пішак · d3 чорний слон · f3 чорний пішак · e2 чорна тура · f2 чорний пішак · g2 чорний пішак | a8 чорна тура · d8 чорний король · a7 білий ферзь · d7 чорний кінь · e7 чорний слон · b6 чорний пішак · d5 чорний пішак · e5 чорний кінь · a4 білий король · b4 біла тура · e4 чорний ферзь · c3 чорний пішак · d3 чорний слон · f3 чорний пішак · e2 чорна тура · f2 чорний пішак · g2 чорний пішак | a8 чорна тура · d8 чорний король · a7 білий ферзь · d7 чорний кінь · e7 чорний слон · b6 чорний пішак · d5 чорний пішак · e5 чорний кінь · a4 білий король · b4 біла тура · e4 чорний ферзь · c3 чорний пішак · d3 чорний слон · f3 чорний пішак · e2 чорна тура · f2 чорний пішак · g2 чорний пішак | a8 чорна тура · d8 чорний король · a7 білий ферзь · d7 чорний кінь · e7 чорний слон · b6 чорний пішак · d5 чорний пішак · e5 чорний кінь · a4 білий король · b4 біла тура · e4 чорний ферзь · c3 чорний пішак · d3 чорний слон · f3 чорний пішак · e2 чорна тура · f2 чорний пішак · g2 чорний пішак | a8 чорна тура · d8 чорний король · a7 білий ферзь · d7 чорний кінь · e7 чорний слон · b6 чорний пішак · d5 чорний пішак · e5 чорний кінь · a4 білий король · b4 біла тура · e4 чорний ферзь · c3 чорний пішак · d3 чорний слон · f3 чорний пішак · e2 чорна тура · f2 чорний пішак · g2 чорний пішак | 8 |
| 7 | a8 чорна тура · d8 чорний король · a7 білий ферзь · d7 чорний кінь · e7 чорний слон · b6 чорний пішак · d5 чорний пішак · e5 чорний кінь · a4 білий король · b4 біла тура · e4 чорний ферзь · c3 чорний пішак · d3 чорний слон · f3 чорний пішак · e2 чорна тура · f2 чорний пішак · g2 чорний пішак | a8 чорна тура · d8 чорний король · a7 білий ферзь · d7 чорний кінь · e7 чорний слон · b6 чорний пішак · d5 чорний пішак · e5 чорний кінь · a4 білий король · b4 біла тура · e4 чорний ферзь · c3 чорний пішак · d3 чорний слон · f3 чорний пішак · e2 чорна тура · f2 чорний пішак · g2 чорний пішак | a8 чорна тура · d8 чорний король · a7 білий ферзь · d7 чорний кінь · e7 чорний слон · b6 чорний пішак · d5 чорний пішак · e5 чорний кінь · a4 білий король · b4 біла тура · e4 чорний ферзь · c3 чорний пішак · d3 чорний слон · f3 чорний пішак · e2 чорна тура · f2 чорний пішак · g2 чорний пішак | a8 чорна тура · d8 чорний король · a7 білий ферзь · d7 чорний кінь · e7 чорний слон · b6 чорний пішак · d5 чорний пішак · e5 чорний кінь · a4 білий король · b4 біла тура · e4 чорний ферзь · c3 чорний пішак · d3 чорний слон · f3 чорний пішак · e2 чорна тура · f2 чорний пішак · g2 чорний пішак | a8 чорна тура · d8 чорний король · a7 білий ферзь · d7 чорний кінь · e7 чорний слон · b6 чорний пішак · d5 чорний пішак · e5 чорний кінь · a4 білий король · b4 біла тура · e4 чорний ферзь · c3 чорний пішак · d3 чорний слон · f3 чорний пішак · e2 чорна тура · f2 чорний пішак · g2 чорний пішак | a8 чорна тура · d8 чорний король · a7 білий ферзь · d7 чорний кінь · e7 чорний слон · b6 чорний пішак · d5 чорний пішак · e5 чорний кінь · a4 білий король · b4 біла тура · e4 чорний ферзь · c3 чорний пішак · d3 чорний слон · f3 чорний пішак · e2 чорна тура · f2 чорний пішак · g2 чорний пішак | a8 чорна тура · d8 чорний король · a7 білий ферзь · d7 чорний кінь · e7 чорний слон · b6 чорний пішак · d5 чорний пішак · e5 чорний кінь · a4 білий король · b4 біла тура · e4 чорний ферзь · c3 чорний пішак · d3 чорний слон · f3 чорний пішак · e2 чорна тура · f2 чорний пішак · g2 чорний пішак | a8 чорна тура · d8 чорний король · a7 білий ферзь · d7 чорний кінь · e7 чорний слон · b6 чорний пішак · d5 чорний пішак · e5 чорний кінь · a4 білий король · b4 біла тура · e4 чорний ферзь · c3 чорний пішак · d3 чорний слон · f3 чорний пішак · e2 чорна тура · f2 чорний пішак · g2 чорний пішак | 7 |
| 6 | a8 чорна тура · d8 чорний король · a7 білий ферзь · d7 чорний кінь · e7 чорний слон · b6 чорний пішак · d5 чорний пішак · e5 чорний кінь · a4 білий король · b4 біла тура · e4 чорний ферзь · c3 чорний пішак · d3 чорний слон · f3 чорний пішак · e2 чорна тура · f2 чорний пішак · g2 чорний пішак | a8 чорна тура · d8 чорний король · a7 білий ферзь · d7 чорний кінь · e7 чорний слон · b6 чорний пішак · d5 чорний пішак · e5 чорний кінь · a4 білий король · b4 біла тура · e4 чорний ферзь · c3 чорний пішак · d3 чорний слон · f3 чорний пішак · e2 чорна тура · f2 чорний пішак · g2 чорний пішак | a8 чорна тура · d8 чорний король · a7 білий ферзь · d7 чорний кінь · e7 чорний слон · b6 чорний пішак · d5 чорний пішак · e5 чорний кінь · a4 білий король · b4 біла тура · e4 чорний ферзь · c3 чорний пішак · d3 чорний слон · f3 чорний пішак · e2 чорна тура · f2 чорний пішак · g2 чорний пішак | a8 чорна тура · d8 чорний король · a7 білий ферзь · d7 чорний кінь · e7 чорний слон · b6 чорний пішак · d5 чорний пішак · e5 чорний кінь · a4 білий король · b4 біла тура · e4 чорний ферзь · c3 чорний пішак · d3 чорний слон · f3 чорний пішак · e2 чорна тура · f2 чорний пішак · g2 чорний пішак | a8 чорна тура · d8 чорний король · a7 білий ферзь · d7 чорний кінь · e7 чорний слон · b6 чорний пішак · d5 чорний пішак · e5 чорний кінь · a4 білий король · b4 біла тура · e4 чорний ферзь · c3 чорний пішак · d3 чорний слон · f3 чорний пішак · e2 чорна тура · f2 чорний пішак · g2 чорний пішак | a8 чорна тура · d8 чорний король · a7 білий ферзь · d7 чорний кінь · e7 чорний слон · b6 чорний пішак · d5 чорний пішак · e5 чорний кінь · a4 білий король · b4 біла тура · e4 чорний ферзь · c3 чорний пішак · d3 чорний слон · f3 чорний пішак · e2 чорна тура · f2 чорний пішак · g2 чорний пішак | a8 чорна тура · d8 чорний король · a7 білий ферзь · d7 чорний кінь · e7 чорний слон · b6 чорний пішак · d5 чорний пішак · e5 чорний кінь · a4 білий король · b4 біла тура · e4 чорний ферзь · c3 чорний пішак · d3 чорний слон · f3 чорний пішак · e2 чорна тура · f2 чорний пішак · g2 чорний пішак | a8 чорна тура · d8 чорний король · a7 білий ферзь · d7 чорний кінь · e7 чорний слон · b6 чорний пішак · d5 чорний пішак · e5 чорний кінь · a4 білий король · b4 біла тура · e4 чорний ферзь · c3 чорний пішак · d3 чорний слон · f3 чорний пішак · e2 чорна тура · f2 чорний пішак · g2 чорний пішак | 6 |
| 5 | a8 чорна тура · d8 чорний король · a7 білий ферзь · d7 чорний кінь · e7 чорний слон · b6 чорний пішак · d5 чорний пішак · e5 чорний кінь · a4 білий король · b4 біла тура · e4 чорний ферзь · c3 чорний пішак · d3 чорний слон · f3 чорний пішак · e2 чорна тура · f2 чорний пішак · g2 чорний пішак | a8 чорна тура · d8 чорний король · a7 білий ферзь · d7 чорний кінь · e7 чорний слон · b6 чорний пішак · d5 чорний пішак · e5 чорний кінь · a4 білий король · b4 біла тура · e4 чорний ферзь · c3 чорний пішак · d3 чорний слон · f3 чорний пішак · e2 чорна тура · f2 чорний пішак · g2 чорний пішак | a8 чорна тура · d8 чорний король · a7 білий ферзь · d7 чорний кінь · e7 чорний слон · b6 чорний пішак · d5 чорний пішак · e5 чорний кінь · a4 білий король · b4 біла тура · e4 чорний ферзь · c3 чорний пішак · d3 чорний слон · f3 чорний пішак · e2 чорна тура · f2 чорний пішак · g2 чорний пішак | a8 чорна тура · d8 чорний король · a7 білий ферзь · d7 чорний кінь · e7 чорний слон · b6 чорний пішак · d5 чорний пішак · e5 чорний кінь · a4 білий король · b4 біла тура · e4 чорний ферзь · c3 чорний пішак · d3 чорний слон · f3 чорний пішак · e2 чорна тура · f2 чорний пішак · g2 чорний пішак | a8 чорна тура · d8 чорний король · a7 білий ферзь · d7 чорний кінь · e7 чорний слон · b6 чорний пішак · d5 чорний пішак · e5 чорний кінь · a4 білий король · b4 біла тура · e4 чорний ферзь · c3 чорний пішак · d3 чорний слон · f3 чорний пішак · e2 чорна тура · f2 чорний пішак · g2 чорний пішак | a8 чорна тура · d8 чорний король · a7 білий ферзь · d7 чорний кінь · e7 чорний слон · b6 чорний пішак · d5 чорний пішак · e5 чорний кінь · a4 білий король · b4 біла тура · e4 чорний ферзь · c3 чорний пішак · d3 чорний слон · f3 чорний пішак · e2 чорна тура · f2 чорний пішак · g2 чорний пішак | a8 чорна тура · d8 чорний король · a7 білий ферзь · d7 чорний кінь · e7 чорний слон · b6 чорний пішак · d5 чорний пішак · e5 чорний кінь · a4 білий король · b4 біла тура · e4 чорний ферзь · c3 чорний пішак · d3 чорний слон · f3 чорний пішак · e2 чорна тура · f2 чорний пішак · g2 чорний пішак | a8 чорна тура · d8 чорний король · a7 білий ферзь · d7 чорний кінь · e7 чорний слон · b6 чорний пішак · d5 чорний пішак · e5 чорний кінь · a4 білий король · b4 біла тура · e4 чорний ферзь · c3 чорний пішак · d3 чорний слон · f3 чорний пішак · e2 чорна тура · f2 чорний пішак · g2 чорний пішак | 5 |
| 4 | a8 чорна тура · d8 чорний король · a7 білий ферзь · d7 чорний кінь · e7 чорний слон · b6 чорний пішак · d5 чорний пішак · e5 чорний кінь · a4 білий король · b4 біла тура · e4 чорний ферзь · c3 чорний пішак · d3 чорний слон · f3 чорний пішак · e2 чорна тура · f2 чорний пішак · g2 чорний пішак | a8 чорна тура · d8 чорний король · a7 білий ферзь · d7 чорний кінь · e7 чорний слон · b6 чорний пішак · d5 чорний пішак · e5 чорний кінь · a4 білий король · b4 біла тура · e4 чорний ферзь · c3 чорний пішак · d3 чорний слон · f3 чорний пішак · e2 чорна тура · f2 чорний пішак · g2 чорний пішак | a8 чорна тура · d8 чорний король · a7 білий ферзь · d7 чорний кінь · e7 чорний слон · b6 чорний пішак · d5 чорний пішак · e5 чорний кінь · a4 білий король · b4 біла тура · e4 чорний ферзь · c3 чорний пішак · d3 чорний слон · f3 чорний пішак · e2 чорна тура · f2 чорний пішак · g2 чорний пішак | a8 чорна тура · d8 чорний король · a7 білий ферзь · d7 чорний кінь · e7 чорний слон · b6 чорний пішак · d5 чорний пішак · e5 чорний кінь · a4 білий король · b4 біла тура · e4 чорний ферзь · c3 чорний пішак · d3 чорний слон · f3 чорний пішак · e2 чорна тура · f2 чорний пішак · g2 чорний пішак | a8 чорна тура · d8 чорний король · a7 білий ферзь · d7 чорний кінь · e7 чорний слон · b6 чорний пішак · d5 чорний пішак · e5 чорний кінь · a4 білий король · b4 біла тура · e4 чорний ферзь · c3 чорний пішак · d3 чорний слон · f3 чорний пішак · e2 чорна тура · f2 чорний пішак · g2 чорний пішак | a8 чорна тура · d8 чорний король · a7 білий ферзь · d7 чорний кінь · e7 чорний слон · b6 чорний пішак · d5 чорний пішак · e5 чорний кінь · a4 білий король · b4 біла тура · e4 чорний ферзь · c3 чорний пішак · d3 чорний слон · f3 чорний пішак · e2 чорна тура · f2 чорний пішак · g2 чорний пішак | a8 чорна тура · d8 чорний король · a7 білий ферзь · d7 чорний кінь · e7 чорний слон · b6 чорний пішак · d5 чорний пішак · e5 чорний кінь · a4 білий король · b4 біла тура · e4 чорний ферзь · c3 чорний пішак · d3 чорний слон · f3 чорний пішак · e2 чорна тура · f2 чорний пішак · g2 чорний пішак | a8 чорна тура · d8 чорний король · a7 білий ферзь · d7 чорний кінь · e7 чорний слон · b6 чорний пішак · d5 чорний пішак · e5 чорний кінь · a4 білий король · b4 біла тура · e4 чорний ферзь · c3 чорний пішак · d3 чорний слон · f3 чорний пішак · e2 чорна тура · f2 чорний пішак · g2 чорний пішак | 4 |
| 3 | a8 чорна тура · d8 чорний король · a7 білий ферзь · d7 чорний кінь · e7 чорний слон · b6 чорний пішак · d5 чорний пішак · e5 чорний кінь · a4 білий король · b4 біла тура · e4 чорний ферзь · c3 чорний пішак · d3 чорний слон · f3 чорний пішак · e2 чорна тура · f2 чорний пішак · g2 чорний пішак | a8 чорна тура · d8 чорний король · a7 білий ферзь · d7 чорний кінь · e7 чорний слон · b6 чорний пішак · d5 чорний пішак · e5 чорний кінь · a4 білий король · b4 біла тура · e4 чорний ферзь · c3 чорний пішак · d3 чорний слон · f3 чорний пішак · e2 чорна тура · f2 чорний пішак · g2 чорний пішак | a8 чорна тура · d8 чорний король · a7 білий ферзь · d7 чорний кінь · e7 чорний слон · b6 чорний пішак · d5 чорний пішак · e5 чорний кінь · a4 білий король · b4 біла тура · e4 чорний ферзь · c3 чорний пішак · d3 чорний слон · f3 чорний пішак · e2 чорна тура · f2 чорний пішак · g2 чорний пішак | a8 чорна тура · d8 чорний король · a7 білий ферзь · d7 чорний кінь · e7 чорний слон · b6 чорний пішак · d5 чорний пішак · e5 чорний кінь · a4 білий король · b4 біла тура · e4 чорний ферзь · c3 чорний пішак · d3 чорний слон · f3 чорний пішак · e2 чорна тура · f2 чорний пішак · g2 чорний пішак | a8 чорна тура · d8 чорний король · a7 білий ферзь · d7 чорний кінь · e7 чорний слон · b6 чорний пішак · d5 чорний пішак · e5 чорний кінь · a4 білий король · b4 біла тура · e4 чорний ферзь · c3 чорний пішак · d3 чорний слон · f3 чорний пішак · e2 чорна тура · f2 чорний пішак · g2 чорний пішак | a8 чорна тура · d8 чорний король · a7 білий ферзь · d7 чорний кінь · e7 чорний слон · b6 чорний пішак · d5 чорний пішак · e5 чорний кінь · a4 білий король · b4 біла тура · e4 чорний ферзь · c3 чорний пішак · d3 чорний слон · f3 чорний пішак · e2 чорна тура · f2 чорний пішак · g2 чорний пішак | a8 чорна тура · d8 чорний король · a7 білий ферзь · d7 чорний кінь · e7 чорний слон · b6 чорний пішак · d5 чорний пішак · e5 чорний кінь · a4 білий король · b4 біла тура · e4 чорний ферзь · c3 чорний пішак · d3 чорний слон · f3 чорний пішак · e2 чорна тура · f2 чорний пішак · g2 чорний пішак | a8 чорна тура · d8 чорний король · a7 білий ферзь · d7 чорний кінь · e7 чорний слон · b6 чорний пішак · d5 чорний пішак · e5 чорний кінь · a4 білий король · b4 біла тура · e4 чорний ферзь · c3 чорний пішак · d3 чорний слон · f3 чорний пішак · e2 чорна тура · f2 чорний пішак · g2 чорний пішак | 3 |
| 2 | a8 чорна тура · d8 чорний король · a7 білий ферзь · d7 чорний кінь · e7 чорний слон · b6 чорний пішак · d5 чорний пішак · e5 чорний кінь · a4 білий король · b4 біла тура · e4 чорний ферзь · c3 чорний пішак · d3 чорний слон · f3 чорний пішак · e2 чорна тура · f2 чорний пішак · g2 чорний пішак | a8 чорна тура · d8 чорний король · a7 білий ферзь · d7 чорний кінь · e7 чорний слон · b6 чорний пішак · d5 чорний пішак · e5 чорний кінь · a4 білий король · b4 біла тура · e4 чорний ферзь · c3 чорний пішак · d3 чорний слон · f3 чорний пішак · e2 чорна тура · f2 чорний пішак · g2 чорний пішак | a8 чорна тура · d8 чорний король · a7 білий ферзь · d7 чорний кінь · e7 чорний слон · b6 чорний пішак · d5 чорний пішак · e5 чорний кінь · a4 білий король · b4 біла тура · e4 чорний ферзь · c3 чорний пішак · d3 чорний слон · f3 чорний пішак · e2 чорна тура · f2 чорний пішак · g2 чорний пішак | a8 чорна тура · d8 чорний король · a7 білий ферзь · d7 чорний кінь · e7 чорний слон · b6 чорний пішак · d5 чорний пішак · e5 чорний кінь · a4 білий король · b4 біла тура · e4 чорний ферзь · c3 чорний пішак · d3 чорний слон · f3 чорний пішак · e2 чорна тура · f2 чорний пішак · g2 чорний пішак | a8 чорна тура · d8 чорний король · a7 білий ферзь · d7 чорний кінь · e7 чорний слон · b6 чорний пішак · d5 чорний пішак · e5 чорний кінь · a4 білий король · b4 біла тура · e4 чорний ферзь · c3 чорний пішак · d3 чорний слон · f3 чорний пішак · e2 чорна тура · f2 чорний пішак · g2 чорний пішак | a8 чорна тура · d8 чорний король · a7 білий ферзь · d7 чорний кінь · e7 чорний слон · b6 чорний пішак · d5 чорний пішак · e5 чорний кінь · a4 білий король · b4 біла тура · e4 чорний ферзь · c3 чорний пішак · d3 чорний слон · f3 чорний пішак · e2 чорна тура · f2 чорний пішак · g2 чорний пішак | a8 чорна тура · d8 чорний король · a7 білий ферзь · d7 чорний кінь · e7 чорний слон · b6 чорний пішак · d5 чорний пішак · e5 чорний кінь · a4 білий король · b4 біла тура · e4 чорний ферзь · c3 чорний пішак · d3 чорний слон · f3 чорний пішак · e2 чорна тура · f2 чорний пішак · g2 чорний пішак | a8 чорна тура · d8 чорний король · a7 білий ферзь · d7 чорний кінь · e7 чорний слон · b6 чорний пішак · d5 чорний пішак · e5 чорний кінь · a4 білий король · b4 біла тура · e4 чорний ферзь · c3 чорний пішак · d3 чорний слон · f3 чорний пішак · e2 чорна тура · f2 чорний пішак · g2 чорний пішак | 2 |
| 1 | a8 чорна тура · d8 чорний король · a7 білий ферзь · d7 чорний кінь · e7 чорний слон · b6 чорний пішак · d5 чорний пішак · e5 чорний кінь · a4 білий король · b4 біла тура · e4 чорний ферзь · c3 чорний пішак · d3 чорний слон · f3 чорний пішак · e2 чорна тура · f2 чорний пішак · g2 чорний пішак | a8 чорна тура · d8 чорний король · a7 білий ферзь · d7 чорний кінь · e7 чорний слон · b6 чорний пішак · d5 чорний пішак · e5 чорний кінь · a4 білий король · b4 біла тура · e4 чорний ферзь · c3 чорний пішак · d3 чорний слон · f3 чорний пішак · e2 чорна тура · f2 чорний пішак · g2 чорний пішак | a8 чорна тура · d8 чорний король · a7 білий ферзь · d7 чорний кінь · e7 чорний слон · b6 чорний пішак · d5 чорний пішак · e5 чорний кінь · a4 білий король · b4 біла тура · e4 чорний ферзь · c3 чорний пішак · d3 чорний слон · f3 чорний пішак · e2 чорна тура · f2 чорний пішак · g2 чорний пішак | a8 чорна тура · d8 чорний король · a7 білий ферзь · d7 чорний кінь · e7 чорний слон · b6 чорний пішак · d5 чорний пішак · e5 чорний кінь · a4 білий король · b4 біла тура · e4 чорний ферзь · c3 чорний пішак · d3 чорний слон · f3 чорний пішак · e2 чорна тура · f2 чорний пішак · g2 чорний пішак | a8 чорна тура · d8 чорний король · a7 білий ферзь · d7 чорний кінь · e7 чорний слон · b6 чорний пішак · d5 чорний пішак · e5 чорний кінь · a4 білий король · b4 біла тура · e4 чорний ферзь · c3 чорний пішак · d3 чорний слон · f3 чорний пішак · e2 чорна тура · f2 чорний пішак · g2 чорний пішак | a8 чорна тура · d8 чорний король · a7 білий ферзь · d7 чорний кінь · e7 чорний слон · b6 чорний пішак · d5 чорний пішак · e5 чорний кінь · a4 білий король · b4 біла тура · e4 чорний ферзь · c3 чорний пішак · d3 чорний слон · f3 чорний пішак · e2 чорна тура · f2 чорний пішак · g2 чорний пішак | a8 чорна тура · d8 чорний король · a7 білий ферзь · d7 чорний кінь · e7 чорний слон · b6 чорний пішак · d5 чорний пішак · e5 чорний кінь · a4 білий король · b4 біла тура · e4 чорний ферзь · c3 чорний пішак · d3 чорний слон · f3 чорний пішак · e2 чорна тура · f2 чорний пішак · g2 чорний пішак | a8 чорна тура · d8 чорний король · a7 білий ферзь · d7 чорний кінь · e7 чорний слон · b6 чорний пішак · d5 чорний пішак · e5 чорний кінь · a4 білий король · b4 біла тура · e4 чорний ферзь · c3 чорний пішак · d3 чорний слон · f3 чорний пішак · e2 чорна тура · f2 чорний пішак · g2 чорний пішак | 1 |
|   | a | b | c | d | e | f | g | h |   |

FEN: r2k4/Q2nb3/1p6/3pn3/KR2q3/2pb1p2/4rpp1/8
b) d8 → f1

a) 1. d4! (Ba6?) Rxd4!  2. Rb8 Qxb8#
b) 1. Ba6! (d4?)  Qxa6!  2. Qb1 Rxb1#
Тему Залокоцького — Угнівенка виражено в синтезі з темою Мітюшина.  Зв'язування чорних фігур, мати на зв'язку.

## Таскова форма
У той же рік, коли було запропоновано ідею, її авторам вдалося виразити тему в 5-ти фазах, а це таскова форма. Ця задача мала успіх — була відмічена 1-м призом.
|   | a | b | c | d | e | f | g | h |   |
| 8 | f3 чорна тура · g3 біла тура · h3 білий король · g2 білий пішак · f1 чорна тура · g1 чорний король · h1 білий кінь | f3 чорна тура · g3 біла тура · h3 білий король · g2 білий пішак · f1 чорна тура · g1 чорний король · h1 білий кінь | f3 чорна тура · g3 біла тура · h3 білий король · g2 білий пішак · f1 чорна тура · g1 чорний король · h1 білий кінь | f3 чорна тура · g3 біла тура · h3 білий король · g2 білий пішак · f1 чорна тура · g1 чорний король · h1 білий кінь | f3 чорна тура · g3 біла тура · h3 білий король · g2 білий пішак · f1 чорна тура · g1 чорний король · h1 білий кінь | f3 чорна тура · g3 біла тура · h3 білий король · g2 білий пішак · f1 чорна тура · g1 чорний король · h1 білий кінь | f3 чорна тура · g3 біла тура · h3 білий король · g2 білий пішак · f1 чорна тура · g1 чорний король · h1 білий кінь | f3 чорна тура · g3 біла тура · h3 білий король · g2 білий пішак · f1 чорна тура · g1 чорний король · h1 білий кінь | 8 |
| 7 | f3 чорна тура · g3 біла тура · h3 білий король · g2 білий пішак · f1 чорна тура · g1 чорний король · h1 білий кінь | f3 чорна тура · g3 біла тура · h3 білий король · g2 білий пішак · f1 чорна тура · g1 чорний король · h1 білий кінь | f3 чорна тура · g3 біла тура · h3 білий король · g2 білий пішак · f1 чорна тура · g1 чорний король · h1 білий кінь | f3 чорна тура · g3 біла тура · h3 білий король · g2 білий пішак · f1 чорна тура · g1 чорний король · h1 білий кінь | f3 чорна тура · g3 біла тура · h3 білий король · g2 білий пішак · f1 чорна тура · g1 чорний король · h1 білий кінь | f3 чорна тура · g3 біла тура · h3 білий король · g2 білий пішак · f1 чорна тура · g1 чорний король · h1 білий кінь | f3 чорна тура · g3 біла тура · h3 білий король · g2 білий пішак · f1 чорна тура · g1 чорний король · h1 білий кінь | f3 чорна тура · g3 біла тура · h3 білий король · g2 білий пішак · f1 чорна тура · g1 чорний король · h1 білий кінь | 7 |
| 6 | f3 чорна тура · g3 біла тура · h3 білий король · g2 білий пішак · f1 чорна тура · g1 чорний король · h1 білий кінь | f3 чорна тура · g3 біла тура · h3 білий король · g2 білий пішак · f1 чорна тура · g1 чорний король · h1 білий кінь | f3 чорна тура · g3 біла тура · h3 білий король · g2 білий пішак · f1 чорна тура · g1 чорний король · h1 білий кінь | f3 чорна тура · g3 біла тура · h3 білий король · g2 білий пішак · f1 чорна тура · g1 чорний король · h1 білий кінь | f3 чорна тура · g3 біла тура · h3 білий король · g2 білий пішак · f1 чорна тура · g1 чорний король · h1 білий кінь | f3 чорна тура · g3 біла тура · h3 білий король · g2 білий пішак · f1 чорна тура · g1 чорний король · h1 білий кінь | f3 чорна тура · g3 біла тура · h3 білий король · g2 білий пішак · f1 чорна тура · g1 чорний король · h1 білий кінь | f3 чорна тура · g3 біла тура · h3 білий король · g2 білий пішак · f1 чорна тура · g1 чорний король · h1 білий кінь | 6 |
| 5 | f3 чорна тура · g3 біла тура · h3 білий король · g2 білий пішак · f1 чорна тура · g1 чорний король · h1 білий кінь | f3 чорна тура · g3 біла тура · h3 білий король · g2 білий пішак · f1 чорна тура · g1 чорний король · h1 білий кінь | f3 чорна тура · g3 біла тура · h3 білий король · g2 білий пішак · f1 чорна тура · g1 чорний король · h1 білий кінь | f3 чорна тура · g3 біла тура · h3 білий король · g2 білий пішак · f1 чорна тура · g1 чорний король · h1 білий кінь | f3 чорна тура · g3 біла тура · h3 білий король · g2 білий пішак · f1 чорна тура · g1 чорний король · h1 білий кінь | f3 чорна тура · g3 біла тура · h3 білий король · g2 білий пішак · f1 чорна тура · g1 чорний король · h1 білий кінь | f3 чорна тура · g3 біла тура · h3 білий король · g2 білий пішак · f1 чорна тура · g1 чорний король · h1 білий кінь | f3 чорна тура · g3 біла тура · h3 білий король · g2 білий пішак · f1 чорна тура · g1 чорний король · h1 білий кінь | 5 |
| 4 | f3 чорна тура · g3 біла тура · h3 білий король · g2 білий пішак · f1 чорна тура · g1 чорний король · h1 білий кінь | f3 чорна тура · g3 біла тура · h3 білий король · g2 білий пішак · f1 чорна тура · g1 чорний король · h1 білий кінь | f3 чорна тура · g3 біла тура · h3 білий король · g2 білий пішак · f1 чорна тура · g1 чорний король · h1 білий кінь | f3 чорна тура · g3 біла тура · h3 білий король · g2 білий пішак · f1 чорна тура · g1 чорний король · h1 білий кінь | f3 чорна тура · g3 біла тура · h3 білий король · g2 білий пішак · f1 чорна тура · g1 чорний король · h1 білий кінь | f3 чорна тура · g3 біла тура · h3 білий король · g2 білий пішак · f1 чорна тура · g1 чорний король · h1 білий кінь | f3 чорна тура · g3 біла тура · h3 білий король · g2 білий пішак · f1 чорна тура · g1 чорний король · h1 білий кінь | f3 чорна тура · g3 біла тура · h3 білий король · g2 білий пішак · f1 чорна тура · g1 чорний король · h1 білий кінь | 4 |
| 3 | f3 чорна тура · g3 біла тура · h3 білий король · g2 білий пішак · f1 чорна тура · g1 чорний король · h1 білий кінь | f3 чорна тура · g3 біла тура · h3 білий король · g2 білий пішак · f1 чорна тура · g1 чорний король · h1 білий кінь | f3 чорна тура · g3 біла тура · h3 білий король · g2 білий пішак · f1 чорна тура · g1 чорний король · h1 білий кінь | f3 чорна тура · g3 біла тура · h3 білий король · g2 білий пішак · f1 чорна тура · g1 чорний король · h1 білий кінь | f3 чорна тура · g3 біла тура · h3 білий король · g2 білий пішак · f1 чорна тура · g1 чорний король · h1 білий кінь | f3 чорна тура · g3 біла тура · h3 білий король · g2 білий пішак · f1 чорна тура · g1 чорний король · h1 білий кінь | f3 чорна тура · g3 біла тура · h3 білий король · g2 білий пішак · f1 чорна тура · g1 чорний король · h1 білий кінь | f3 чорна тура · g3 біла тура · h3 білий король · g2 білий пішак · f1 чорна тура · g1 чорний король · h1 білий кінь | 3 |
| 2 | f3 чорна тура · g3 біла тура · h3 білий король · g2 білий пішак · f1 чорна тура · g1 чорний король · h1 білий кінь | f3 чорна тура · g3 біла тура · h3 білий король · g2 білий пішак · f1 чорна тура · g1 чорний король · h1 білий кінь | f3 чорна тура · g3 біла тура · h3 білий король · g2 білий пішак · f1 чорна тура · g1 чорний король · h1 білий кінь | f3 чорна тура · g3 біла тура · h3 білий король · g2 білий пішак · f1 чорна тура · g1 чорний король · h1 білий кінь | f3 чорна тура · g3 біла тура · h3 білий король · g2 білий пішак · f1 чорна тура · g1 чорний король · h1 білий кінь | f3 чорна тура · g3 біла тура · h3 білий король · g2 білий пішак · f1 чорна тура · g1 чорний король · h1 білий кінь | f3 чорна тура · g3 біла тура · h3 білий король · g2 білий пішак · f1 чорна тура · g1 чорний король · h1 білий кінь | f3 чорна тура · g3 біла тура · h3 білий король · g2 білий пішак · f1 чорна тура · g1 чорний король · h1 білий кінь | 2 |
| 1 | f3 чорна тура · g3 біла тура · h3 білий король · g2 білий пішак · f1 чорна тура · g1 чорний король · h1 білий кінь | f3 чорна тура · g3 біла тура · h3 білий король · g2 білий пішак · f1 чорна тура · g1 чорний король · h1 білий кінь | f3 чорна тура · g3 біла тура · h3 білий король · g2 білий пішак · f1 чорна тура · g1 чорний король · h1 білий кінь | f3 чорна тура · g3 біла тура · h3 білий король · g2 білий пішак · f1 чорна тура · g1 чорний король · h1 білий кінь | f3 чорна тура · g3 біла тура · h3 білий король · g2 білий пішак · f1 чорна тура · g1 чорний король · h1 білий кінь | f3 чорна тура · g3 біла тура · h3 білий король · g2 білий пішак · f1 чорна тура · g1 чорний король · h1 білий кінь | f3 чорна тура · g3 біла тура · h3 білий король · g2 білий пішак · f1 чорна тура · g1 чорний король · h1 білий кінь | f3 чорна тура · g3 біла тура · h3 білий король · g2 білий пішак · f1 чорна тура · g1 чорний король · h1 білий кінь | 1 |
|   | a | b | c | d | e | f | g | h |   |

FEN: 8/8/8/8/8/5rRK/6P1/5rkN
5 Sol

1. ... Rxf3 2. Kxh1 Rxf1#
I    1. Re3! Re3   2. Re1  Rxe1#
II   1. Rd3!  Rxd3  2. Rd1  RXd1#
III  1. Rc3! Rxc3  2. Rc1  Rxc1#
IV  1. Rb3! Rxb3  2. Rb1  Rxb1#
V   1. Ra3! Rxa3  2. Ra1  Rxa1#

Чорні тури «f1» і «f3» активно жертвуються 5 раз.
|   | a | b | c | d | e | f | g | h |   |
| 8 | a8 білий король · h8 чорний король · a7 біла тура · e7 білий кінь · g7 чорний пішак · h7 чорний ферзь · a6 чорна тура | a8 білий король · h8 чорний король · a7 біла тура · e7 білий кінь · g7 чорний пішак · h7 чорний ферзь · a6 чорна тура | a8 білий король · h8 чорний король · a7 біла тура · e7 білий кінь · g7 чорний пішак · h7 чорний ферзь · a6 чорна тура | a8 білий король · h8 чорний король · a7 біла тура · e7 білий кінь · g7 чорний пішак · h7 чорний ферзь · a6 чорна тура | a8 білий король · h8 чорний король · a7 біла тура · e7 білий кінь · g7 чорний пішак · h7 чорний ферзь · a6 чорна тура | a8 білий король · h8 чорний король · a7 біла тура · e7 білий кінь · g7 чорний пішак · h7 чорний ферзь · a6 чорна тура | a8 білий король · h8 чорний король · a7 біла тура · e7 білий кінь · g7 чорний пішак · h7 чорний ферзь · a6 чорна тура | a8 білий король · h8 чорний король · a7 біла тура · e7 білий кінь · g7 чорний пішак · h7 чорний ферзь · a6 чорна тура | 8 |
| 7 | a8 білий король · h8 чорний король · a7 біла тура · e7 білий кінь · g7 чорний пішак · h7 чорний ферзь · a6 чорна тура | a8 білий король · h8 чорний король · a7 біла тура · e7 білий кінь · g7 чорний пішак · h7 чорний ферзь · a6 чорна тура | a8 білий король · h8 чорний король · a7 біла тура · e7 білий кінь · g7 чорний пішак · h7 чорний ферзь · a6 чорна тура | a8 білий король · h8 чорний король · a7 біла тура · e7 білий кінь · g7 чорний пішак · h7 чорний ферзь · a6 чорна тура | a8 білий король · h8 чорний король · a7 біла тура · e7 білий кінь · g7 чорний пішак · h7 чорний ферзь · a6 чорна тура | a8 білий король · h8 чорний король · a7 біла тура · e7 білий кінь · g7 чорний пішак · h7 чорний ферзь · a6 чорна тура | a8 білий король · h8 чорний король · a7 біла тура · e7 білий кінь · g7 чорний пішак · h7 чорний ферзь · a6 чорна тура | a8 білий король · h8 чорний король · a7 біла тура · e7 білий кінь · g7 чорний пішак · h7 чорний ферзь · a6 чорна тура | 7 |
| 6 | a8 білий король · h8 чорний король · a7 біла тура · e7 білий кінь · g7 чорний пішак · h7 чорний ферзь · a6 чорна тура | a8 білий король · h8 чорний король · a7 біла тура · e7 білий кінь · g7 чорний пішак · h7 чорний ферзь · a6 чорна тура | a8 білий король · h8 чорний король · a7 біла тура · e7 білий кінь · g7 чорний пішак · h7 чорний ферзь · a6 чорна тура | a8 білий король · h8 чорний король · a7 біла тура · e7 білий кінь · g7 чорний пішак · h7 чорний ферзь · a6 чорна тура | a8 білий король · h8 чорний король · a7 біла тура · e7 білий кінь · g7 чорний пішак · h7 чорний ферзь · a6 чорна тура | a8 білий король · h8 чорний король · a7 біла тура · e7 білий кінь · g7 чорний пішак · h7 чорний ферзь · a6 чорна тура | a8 білий король · h8 чорний король · a7 біла тура · e7 білий кінь · g7 чорний пішак · h7 чорний ферзь · a6 чорна тура | a8 білий король · h8 чорний король · a7 біла тура · e7 білий кінь · g7 чорний пішак · h7 чорний ферзь · a6 чорна тура | 6 |
| 5 | a8 білий король · h8 чорний король · a7 біла тура · e7 білий кінь · g7 чорний пішак · h7 чорний ферзь · a6 чорна тура | a8 білий король · h8 чорний король · a7 біла тура · e7 білий кінь · g7 чорний пішак · h7 чорний ферзь · a6 чорна тура | a8 білий король · h8 чорний король · a7 біла тура · e7 білий кінь · g7 чорний пішак · h7 чорний ферзь · a6 чорна тура | a8 білий король · h8 чорний король · a7 біла тура · e7 білий кінь · g7 чорний пішак · h7 чорний ферзь · a6 чорна тура | a8 білий король · h8 чорний король · a7 біла тура · e7 білий кінь · g7 чорний пішак · h7 чорний ферзь · a6 чорна тура | a8 білий король · h8 чорний король · a7 біла тура · e7 білий кінь · g7 чорний пішак · h7 чорний ферзь · a6 чорна тура | a8 білий король · h8 чорний король · a7 біла тура · e7 білий кінь · g7 чорний пішак · h7 чорний ферзь · a6 чорна тура | a8 білий король · h8 чорний король · a7 біла тура · e7 білий кінь · g7 чорний пішак · h7 чорний ферзь · a6 чорна тура | 5 |
| 4 | a8 білий король · h8 чорний король · a7 біла тура · e7 білий кінь · g7 чорний пішак · h7 чорний ферзь · a6 чорна тура | a8 білий король · h8 чорний король · a7 біла тура · e7 білий кінь · g7 чорний пішак · h7 чорний ферзь · a6 чорна тура | a8 білий король · h8 чорний король · a7 біла тура · e7 білий кінь · g7 чорний пішак · h7 чорний ферзь · a6 чорна тура | a8 білий король · h8 чорний король · a7 біла тура · e7 білий кінь · g7 чорний пішак · h7 чорний ферзь · a6 чорна тура | a8 білий король · h8 чорний король · a7 біла тура · e7 білий кінь · g7 чорний пішак · h7 чорний ферзь · a6 чорна тура | a8 білий король · h8 чорний король · a7 біла тура · e7 білий кінь · g7 чорний пішак · h7 чорний ферзь · a6 чорна тура | a8 білий король · h8 чорний король · a7 біла тура · e7 білий кінь · g7 чорний пішак · h7 чорний ферзь · a6 чорна тура | a8 білий король · h8 чорний король · a7 біла тура · e7 білий кінь · g7 чорний пішак · h7 чорний ферзь · a6 чорна тура | 4 |
| 3 | a8 білий король · h8 чорний король · a7 біла тура · e7 білий кінь · g7 чорний пішак · h7 чорний ферзь · a6 чорна тура | a8 білий король · h8 чорний король · a7 біла тура · e7 білий кінь · g7 чорний пішак · h7 чорний ферзь · a6 чорна тура | a8 білий король · h8 чорний король · a7 біла тура · e7 білий кінь · g7 чорний пішак · h7 чорний ферзь · a6 чорна тура | a8 білий король · h8 чорний король · a7 біла тура · e7 білий кінь · g7 чорний пішак · h7 чорний ферзь · a6 чорна тура | a8 білий король · h8 чорний король · a7 біла тура · e7 білий кінь · g7 чорний пішак · h7 чорний ферзь · a6 чорна тура | a8 білий король · h8 чорний король · a7 біла тура · e7 білий кінь · g7 чорний пішак · h7 чорний ферзь · a6 чорна тура | a8 білий король · h8 чорний король · a7 біла тура · e7 білий кінь · g7 чорний пішак · h7 чорний ферзь · a6 чорна тура | a8 білий король · h8 чорний король · a7 біла тура · e7 білий кінь · g7 чорний пішак · h7 чорний ферзь · a6 чорна тура | 3 |
| 2 | a8 білий король · h8 чорний король · a7 біла тура · e7 білий кінь · g7 чорний пішак · h7 чорний ферзь · a6 чорна тура | a8 білий король · h8 чорний король · a7 біла тура · e7 білий кінь · g7 чорний пішак · h7 чорний ферзь · a6 чорна тура | a8 білий король · h8 чорний король · a7 біла тура · e7 білий кінь · g7 чорний пішак · h7 чорний ферзь · a6 чорна тура | a8 білий король · h8 чорний король · a7 біла тура · e7 білий кінь · g7 чорний пішак · h7 чорний ферзь · a6 чорна тура | a8 білий король · h8 чорний король · a7 біла тура · e7 білий кінь · g7 чорний пішак · h7 чорний ферзь · a6 чорна тура | a8 білий король · h8 чорний король · a7 біла тура · e7 білий кінь · g7 чорний пішак · h7 чорний ферзь · a6 чорна тура | a8 білий король · h8 чорний король · a7 біла тура · e7 білий кінь · g7 чорний пішак · h7 чорний ферзь · a6 чорна тура | a8 білий король · h8 чорний король · a7 біла тура · e7 білий кінь · g7 чорний пішак · h7 чорний ферзь · a6 чорна тура | 2 |
| 1 | a8 білий король · h8 чорний король · a7 біла тура · e7 білий кінь · g7 чорний пішак · h7 чорний ферзь · a6 чорна тура | a8 білий король · h8 чорний король · a7 біла тура · e7 білий кінь · g7 чорний пішак · h7 чорний ферзь · a6 чорна тура | a8 білий король · h8 чорний король · a7 біла тура · e7 білий кінь · g7 чорний пішак · h7 чорний ферзь · a6 чорна тура | a8 білий король · h8 чорний король · a7 біла тура · e7 білий кінь · g7 чорний пішак · h7 чорний ферзь · a6 чорна тура | a8 білий король · h8 чорний король · a7 біла тура · e7 білий кінь · g7 чорний пішак · h7 чорний ферзь · a6 чорна тура | a8 білий король · h8 чорний король · a7 біла тура · e7 білий кінь · g7 чорний пішак · h7 чорний ферзь · a6 чорна тура | a8 білий король · h8 чорний король · a7 біла тура · e7 білий кінь · g7 чорний пішак · h7 чорний ферзь · a6 чорна тура | a8 білий король · h8 чорний король · a7 біла тура · e7 білий кінь · g7 чорний пішак · h7 чорний ферзь · a6 чорна тура | 1 |
|   | a | b | c | d | e | f | g | h |   |

FEN: K6k/R3N1pq/r7/8/8/8/8/8
5 Sol

I    1. Rа1 Rxa1 2. Qh1+ Rxh1#
II   1. Ra2 Rxa2 2. Qh2 Rx h2#
III  1. Ra3 Rxa3 2. Qh3 Rxh3#
IV  1. Ra4 Rxa4 2. Qh4 Rxh4#
V   1. Ra5 Rxa5 2. Qh5 Rxh5#
Чорна тура і ферзь активно жертвуються 5 раз.